# Jason Little
Jason Palmer Little (1970) é um cartunista americano, conhecido por seu trabalho nas premiada graphic novels Shutterbug Follies e Motel Art Improvement Service, ambas publicadas inicialmente de forma digital e depois reunidas em volumes encadernados.

## Carreira
A arte de Little consta nas seguintes obras:
- A Lenda da Chama Verde, (com roteiros de Neil Gaiman, 2000, DC Comics)
- Bizarro Comics (antologia, 2001, DC Comics)[2]
- Sandman apresenta: Tudo o que Você Sempre quis Saber sobre Sonhos... mas Tinha medo de Perguntar (com roteiros de Bill Willingham, 2001, Vertigo/DC Comics)[3][4]
- Shutterbug Follies (2002, ISBN 0-385-50346-6)
- Motel Art Improvement Service (2011)[5]

## Prêmios e indicações
Por Shutterbug Follies, Little foi duas vezes vencedor do Ignatz Award: em 2002, na categoria "Melhor História em quadrinhos online" e no ano seguinte na categori "Melhor Artista". Em 2003, a versão encadernada da série foi indicada ao Harvey Award na categoria "Melhor Álbum de Trabalho Original"
Em 2011, a versão encadernada de Motel Art Improvement Service foi indicada ao Eisner Award na categoria "Melhor Álbum de Republicação" - a versão online já havia sido indicada em 2007 na categoria "Melhor Quadrinho Digital".